# Finkenstein am Faaker See
Finkenstein am Faaker See (słoweń. Bekštanj) – gmina targowa w Austrii, w kraju związkowym Karyntia, w powiecie Villach-Land. Liczy 8643 mieszkańców (1 stycznia 2015).